# SHOOTBOXING 2018 YOUNG CEASER CUP CENTRAL ＃24 TOYOKAWA
SHOOTBOXING 2018 YOUNG CEASER CUP CENTRAL #24 TOYOKAWA（シュートボクシング 2018 ヤングシーザーカップセントラル #24 トヨカワ）は、シュートボクシングの大会の一つ。2018年11月4日、愛知県豊川市で開催された。

## 大会概要
試合では、内藤大樹が11月17日（土）東京・両国国技館にて開催されるRISE 129のメインイベントでRISE世界フェザー級王者・那須川天心との対戦に向けて、3年間の思いをぶつけてくると思いを語った。
。

## 試合結果

### アマチュア戦
アマチュア大会結果

### 本戦
第1試合 46kg契約　セミプロマッチ　スターテイングクラス特別ルール　2分3R延長2R
◯  日本 愛心 vs.  日本 モモ ×
3R 終了 判定3-0（三者とも30－29）
第2試合 フェザー級（-57.5kg） スターテイングクラス特別ルール 2分3R延長1R
◯  日本 杉山芽尋 vs.  日本 神本眞季 ×
3R 終了 判定2-0（28‐28、30‐29、29‐28）
第3試合 ライト級（62.5kg） スターテイングクラス特別ルール 2分3R延長2R
◯  日本 田中翔太 vs.  日本 長谷川尚登 ×
3R 終了 判定3-0（29‐27、29‐26、29‐27）
第4試合 53.0kg契約　スターテイングクラス特別ルール 2分3R延長1R
◯  日本 磯貝太一 vs.  日本 長谷川大佑 ×
1R 1分52秒 終了 TKO（セコンドからタオル投入）
第5試合 ライト級（62.5kg） スターテイングクラス特別ルール 2分3R延長1R
◯  日本 ポッシブルK vs.  日本 古賀健人 ×
3R 53秒 終了 KO（右ストレート）
第6試合 66.0kg契約 エキスパートクラス特別ルール　3分3R延長無制限R
◯  日本 鈴木琢巳 vs.  日本 イモト ×
1R 38秒 終了 KO
第7試合 SB日本ライト級ランキング戦　エキスパートクラス特別ルール　3分3R延長無制限R
◯  日本 YUSHI vs.  日本 土佐丸 ×
4R 終了 判定2-0（10‐9、10‐9、10‐10 ※本戦は30‐30、29‐29、30‐29）
第8試合 SBスーパーバンタム級　エキスパートクラス特別ルール　3分3R延長無制限R
◯  日本 内藤凌太 vs.  日本 キム・サンジェ ×
3R 終了 判定（30－28、30－28、30－27）